# Éveil et Découvertes
Les Éditions Éveil et Découvertes sont une maison d'édition française de littérature d'enfance et de jeunesse fondée en 2005 à Chalon-sur-Saône.

## Historique
La maison est fondée en 2005 à Chalon-sur-Saône, où son siège se trouve encore aujourd'hui. Depuis 2016, Éveil et Découvertes co-organise le Salon du Livre Jeunesse de Chalon-sur-Saône en mai, à l'occasion duquel de nombreux éditeurs jeunesse sont conviés aux Salons du Colisée,.

## La maison d'édition

### Ligne éditoriale
La maison définit son offre comme s'adressant aux enfants de 0 à 15 ans, aux parents et aux professionnels de la petite enfance et de l'enfance. Des professionnels eux-mêmes ont déjà contribué à des titres d'Éveil et Découvertes, comme le psychomotricien Laurent Lahaye. Certains ouvrages sont proposés avec des fiches pédagogiques, comme les albums de la collection « Cali », avec des propositions et des outils supplémentaires pour aider les enseignants à s'en servir en classe.
Éveil et Découvertes a la particularité de réserver toujours une part importante de livre-CD et de CD dans son catalogue. Plusieurs de ces livres-CD font d'ailleurs partie des plus connus de la maison d'édition, tel L'école des fables, ouvrage illustré par Monsieur B., dont les chansons sont composées par Thomas Semence et interprétées par de nombreuses personnalités dont Jean-Louis Aubert, Joyce Jonathan ou encore Doc Gynéco. L'ouvrage a rencontré un certain succès dans plusieurs écoles, et a donné naissance à un spectacle animé par Thomas Semence lui-même et quelques-uns des interprètes, avec notamment une date à l'Européen le 2 décembre 2017,.
Au-delà des CD et livres-CD, Éveil et Découvertes, comme la plupart des maisons d'édition de littérature jeunesse, publie des albums illustrés et des romans, comme la trilogie du Tourneur de Page de Muriel Zürcher, dont le premier tome a reçu le prix Littérado en 2013,.
La maison d'édition a également réalisé, en collaboration avec l'historien Raphaël Dargent, une collection baptisée « Grands Personnages Historiques » composées de livres grand format présentant des personnages historiques tels Charlemagne, Louis XIV ou Marie-Antoinette.

### Collections

#### Albums
- « Cali » (6 albums)
- « Mini-Rimes » (7 albums)
- « Petites Philos / Mythes Philosophiques » (4 albums)
- « Les Enquêtes de l'inspecteur Bubulle » (4 albums)
- « Mon imagier des chiffres et des couleurs » (6 albums)

#### Livres grand format
- « Grands Personnages Historiques » (4 livres)

#### CD / livres audio
- « Coffrets 50 Comptines » (5 CD)
- « Enfants Sages » (7 CD)

#### Romans
- « Vendredi Soir »
  - Le Tourneur de Page (Muriel Zürcher)
    - Tome 1 : Passage en Outre-Monde  (ISBN 9782353660872)
    - Tome 2 : Vers l'inconnu  (ISBN 9782353661725)
    - Tome 3 : Au-delà des temps  (ISBN 9782353661886)

  - Le Couvent de la Reine (Lova Pourrier)
    - Tome 1 : L'Aile des Princes  (ISBN 9782353660575)
    - Tome 2 : Bal du Palais-Royal  (ISBN 9782353660896)
    - Tome 3 : À l'autre bout du monde  (ISBN 9782353661978)

  - Girls' Stories - Nos (belles) histoires de filles (Catherine Ganz-Muller)
    - Girls' Stories  (ISBN 9782353660827)
    - Girls' Stories 2  (ISBN 9782353660940)

## Quelques auteurs et artistes contributeurs
- Alain Absire (saga Le chevalier à l'armure d'argent)
- Corinne Albaut
- Alexandre Astier (voix et musique sur 49 Comptines au rythme des saisons)
- Heyna Bé (collection « Mon imagier des chiffres et des couleurs »)
- Marie Bertherat
- Monsieur B. (illustrations sur L'école des fables)
- Anne-Marie Desplat-Duc
- Lorànt Deutsch (voix sur Presque Reine)
- Nathalie Dujardin (collection « Mini-Rimes »)
- Alain Grée (Livre-jeux)
- Bénédicte Guettier
- Nancy Guilbert (collection « Cali »)
- Arthur H (voix sur Le Voyage du Prince Tudorpah)
- Laurent Lahaye (compositeur et interprète sur Tatatoum et Jeux de doigts et Comptines à gestes)
- Luce (voix sur La fabrique à comptines)
- Yak Rivais
- Thomas Semence (compositeur sur L'école des fables)
- Arthur Ténor (saga Le Félin)
- Cécile Vangout (illustratrice sur la collection « Cali »)
- Muriel Zürcher (saga Le Tourneur de Page, « Les Enquêtes de l'Inspecteur Bubulle »)